# Anomala trichopyga
Anomala trichopyga är en skalbaggsart som beskrevs av Ohaus 1915. Anomala trichopyga ingår i släktet Anomala och familjen Rutelidae. Inga underarter finns listade i Catalogue of Life.